# 如果明天…。
《如果明天…。》（日语：もしも明日が…。），是日本女子團體Warabe的第2張單曲和代表作。1983年12月21日發行。是1984年度日本銷量最高的單曲。

## 簡介
當時高部知子已經因為「喵喵事件」而退出了節目《欽ちゃんのどこまでやるの!?》和Warabe組合，Warabe只剩下倉澤淳美和高橋真美兩人，而且面臨著解散的危機。不過Warabe依然以「（倉沢淳美）·（高橋真美）」的二人組合形式再出發。第2張單曲《如果明天…。》以「Warabe with KINDOKO FAMILY」的名義發行，加入節目中萩本姊妹的父母和兄弟等人物。
豪華陣容參與歌曲的製作——荒木豐久作詞，三木剛作曲，佐藤準編曲。歌曲的低音部分由見榮晴、真屋順子、小堺一機、關根勤等節目成員參與和音。單曲的封面除了Warabe的倉沢和高橋二人之外，見榮晴也出現。
和前作《青鱂魚兄妹》一樣，《如果明天…。》也是作為的節目插曲（實際上是如同主題曲的存在），在節目將近結束時，節目成員穿著睡衣唱歌。又與前作一樣，首次唱出歌曲即引起熱潮。單曲發行後，證明Warabe沒有收到醜聞事件的太大影響，銷量比上一次更高。
連續5個星期佔據Oricon公信榜的冠軍位置。總銷量高達97萬張，成為1984年度日本單曲銷量冠軍，在《The Best Ten》年終榜上也排行年度第6位。是Warabe活動期間最高銷量的單曲。Warabe成為繼Pink Lady和Aming之後，第三組獲得Oricon年度單曲冠軍的女子團體。
歌曲旋律簡單，歌詞淺白卻動人，描述了不論明天是什麼天氣都對戀人思念的感情。成為日本許多音樂教科書的使用歌曲。

## 收錄曲目
兩首歌曲皆由荒木豐久作詞、三木剛作曲、佐藤準編曲。
1. 如果明天…。（もしも明日が…。）
2. 往昔，從前（昔、むかしは…）

## 翻唱
本專輯的主打歌曲《如果明天…。》也有以下的翻唱/改編版本：

### 日語翻唱
- 1984年4月：大杉久美子、山野智子、さとまさのり（日语：こおろぎ'73），收錄於專輯
- 1994年11月2日：永井美雪（日语：永井みゆき），收錄於專輯
- 1999年4月21日：太田裕美，收錄於6枚組CD-BOX
- 2008年5月21日：新垣里沙（早安少女組。）&兵藤ゆき（日语：兵藤ゆき），於東京電視台系『歌ドキッ!』中演唱，收錄於DVD
- 2013年2月20日：坂本冬美&藤彩子，收錄於「坂本冬美 with M2」名義的單曲

### 外語改編
- 1985年：金瑞瑤，改編為國語版本，歌名為〈驛〉，由張尚喬作詞，收錄於專輯《驛》
- 1986年：偶像少女隊（焦小燕、張靜雲、潘建華），改編為國語版本，歌名為〈明天与今天〉，由明生作詞，收錄於專輯《偶像少女隊》
- 1985年7月：開心少女組，改編為粵語版本，歌名為〈明天〉，由鄭國江作詞，收錄於專輯《開心樂園》
- 1986年1月：孫明光，改編為粵語版本，歌名為〈戀愛偶像〉，由鄭國江作詞，收錄於專輯《華星影視新節奏(第三輯)》
- 1993年：陳奕，改編為粵語版本，歌名為〈如果明天〉，由韋然作詞，收錄於專輯《如果明天》

## 游戏
作为“80后怀旧”的要素，此歌也与《最重要的事》被昭和米国物语用作PV选曲。

## 外部連結
- http://www.tv-asahi.co.jp/channel/contents/variety/0025/（页面存档备份，存于） 朝日電視台